# Raj raj (TV-program)
Raj raj är ett svenskt underhållningsprogram från 2007 som sändes i TV4 men flyttades till TV400.
Under första säsongen var programledarna Nour El Refai och Cecilia Forss. El-Refai lämnade senare TV4 och andra säsongen av programmet hade istället Mina Lindbäck och Hedda Gullander som programledare. Programidén bygger på det amerikanska TV-programmet Girls behaving badly. 
Programledarna driver med sig själva och med folk på stan. De utmanar främmande människor och bryter mot normer om hur unga kvinnor bör uppföra sig. Det är filmat med dolda kameror.